# Ophiochytra epigrus
Ophiochytra epigrus är en ormstjärneart som beskrevs av George Richard Lyman 1880. Ophiochytra epigrus ingår i släktet Ophiochytra och familjen knotterormstjärnor. Inga underarter finns listade i Catalogue of Life.